# Benjaminiola leucanidia
Benjaminiola leucanidia là một loài bướm đêm trong họ Noctuidae.